# Festival Brasileiro de Cinema Preto e Branco
O Festival Brasileiro de Cinema Preto e Branco (B&W) tem como principais objetivos promover e exibir filmes de longa, média e curta metragens realizados originalmente em preto e branco.
Por incrível que pareça, mesmo com o advento das novas tecnologias, a produção de filmes realizados em preto e branco, tanto no Brasil como no exterior, é excepcionalmente volumosa e sempre foi muito importante tanto para a reflexão como para a evolução da própria linguagem cinematográfica.
Trata-se de um evento de enorme interesse para jovens realizadores, que encontrarão a oportunidade de apresentar e discutir filmes diferentes, inovadores e vários clássicos do cinema mundial, os quais sempre nortearam a produção audiovisual em toda a história da cinematografia mundial. No entanto, apesar desta produção estar constantemente representada e premiada em circuitos de Mostras e Festivais mundo afora, ainda não havia no Brasil um evento voltado exclusivamente para tais tipos de obras.
O evento acredita também que estas obras, com suas especificidades técnicas e artísticas, deverão ter um estímulo singular - principalmente na troca de experiências e, sobretudo, na promoção de debates com a participação de estudantes, profissionais do audiovisual brasileiro e estrangeiro, além do público em geral. Tudo isso, através de diversas mostras de filmes e vídeos, oficinas, encontros e debates, onde serão discutidos os rumos da produção audiovisual e a necessidade de se democratizar o cinema, inclusive o realizado em preto e branco.
Outro objetivo estratégico do B&W é estimular e incentivar a contínua preservação e valorização da produção nacional de filmes realizados em p&b, valorizando sua técnica, sua fotografia - a essência estética da imagem na qual o próprio cinema nasceu em 1895. O festival pretende se tornar não só um fórum privilegiado de exibição, promoção e discussão deste formato, como também ser um agente ativo na democratização da exibição e da preservação de nossa produção cinematográfica como um todo; atuando também na consolidação da imagem da cidade de Juiz de Fora como um polo nacional de produção, reflexão e difusão do audiovisual.
Por isso, o Black and White - Festival Brasileiro de Cinema Preto e Branco é uma inovação como evento no país, em termos de concepção, no panorama nacional já estabelecido de festivais de cinema. Apesar de seu grande potencial, estamos lutando para que esta ideia se realize plenamente. Nossos planos são tão somente buscar a consolidação da sua imagem na mídia e no cenário nacional e internacional de eventos de cinema. Para tal, é vital a participação efetiva dos cineastas e videomakers em geral, para que possamos ver na realização deste evento uma importante vitrine para suas próprias produções audiovisuais.